# 미스터 캣
미스터 캣(영어: Nine Lives)은 2016년 개봉된 배리 소넨펠드가 감독하고 다니엘 안토니아찌, 벤 쉬프린 등이 각본을 쓴 프랑스의 코미디 영화이다. 이 영화에는 케빈 스페이시, 제니퍼 가너, 로비 아멜, 크리스토퍼 월켄, 말리나 와이즈먼과 셰릴 하인즈, 마크 콘슈로스가 출연한다. 2016년 8월 5일, 유로파코프 배급으로 개봉되었다.

## 배역
- 케빈 스페이시[1] : 톰 브랜드 / Mr. 퍼지팬츠 역
- 제니퍼 가너[2] : 라라 브랜드 역
- 로비 아멜[2]
- 크리스토퍼 월켄 : 펠리스 그랜트 역[3]
- 말리나 와이즈먼[4] : 레베카 브랜드 역
- 셰릴 하인즈
- 마크 콘슈로스[5]
- 테디 시어스 : 조쉬 역
- 탈리타 베이트먼 : 니콜 역[6]

## 제작
2015년 1월 12일, 배리 소넨펠드가 감독을 맡는 것이 발표되었다. 2015년 1월 28일, 케빈 스페이시가 주연으로 캐스팅되었다. 2015년 3월 25일, 말리나 와이즈먼이 캐스팅되었다. 2015년 3월 31일, 크리스토퍼 월켄이 미스테리한 펫 가게 주인 역할로 캐스팅 되었다. 2015년 4월 9일에는 제니퍼 가너와 로비아멜이 캐스팅되었다. 2015년 4월 13일, 마크 콘슈로스가 합류하였다. 2015년 4월 27일, 탈리타 베이트먼가 캐스팅되었다. 주요 된 촬영은 2015년 5월 4일 시작되어 2015년 7월 24일 종료되었다.

## 개봉
이 영화는 당초 2016년 8월 29일에 유로파코프 배급으로 개봉될 예정이였지만, 2016년 8월 5일 개봉으로 앞당겨졌다.